# 黄颂杰
黄颂杰（1938年11月19日—2020年3月9日），男，上海人，中国西方哲学史家，复旦大学教授。

## 生平
1938年11月19日生于上海。曾就读于高行中学。1957年考入复旦大学哲学系，1962年本科毕业后师从全增嘏攻读西方哲学专业研究生。1965年毕业后留校任教。1968年开始在西北大学伊斯兰研究所从事中东巴勒斯坦伊斯兰问题研究。1975年调回复旦大学工作，历任哲学系讲师、副教授、教授、哲学系副主任、主任（1986年－1995年），1993年获批博士生导师。曾参与《中国大百科全书·哲学卷》《辞海》《哲学大辞典》等工具书的撰写和修改定稿工作。主要论著《欧洲哲学史讲话》《西方哲学史》《萨特其人及其人学》《当代西方学术思潮》《西方哲学多维透视》《古希腊哲学》等，译著《弗洛姆著作精选》《新哲学词典》《二十世纪欧洲大陆哲学经典文本》《哈佛教学用书哲学译丛》等。2020年3月9日4时53分在上海市第一人民医院逝世，享年81岁。